# Pokei Lake
Pokei Lake är en sjö i Kanada.   Den ligger i distriktet Algoma och provinsen Ontario, i den sydöstra delen av landet, 800 km väster om huvudstaden Ottawa. Pokei Lake ligger 390 meter över havet. Arean är 9,3 kvadratkilometer. Den sträcker sig 6,5 kilometer i nord-sydlig riktning, och 3,4 kilometer i öst-västlig riktning.
I omgivningarna runt Pokei Lake växer i huvudsak blandskog. Trakten runt Pokei Lake är nära nog obefolkad, med mindre än två invånare per kvadratkilometer.